# Cupa Campionilor Europeni 1970-1971
Ediția a șaisprezecea a Cupei Campionilor Europeni, desfășurată în sezonul 1970-1971 a fost câștigată, pentru prima dată, de Ajax Amsterdam, care a învins-o în finală pe Panathinaikos. Deținătoarea trofeului, Feyenoord a fost eliminată în primul tur de UTA Arad.

## Runda preliminară
| Echipa 1       | Scor gen. | Echipa 2      | Tur | Retur |
| -------------- | --------- | ------------- | --- | ----- |
| Levski-Spartak | 3–4       | Austria Viena | 3–1 | 0–3   |

### Prima manșă
| Levski-Spartak                | 3–1     | Austria Viena |
| ----------------------------- | ------- | ------------- |
| Mitkov 17' Asparuhov 52', 62' | Detalii | Riedl 73'     |

### A doua manșă
| Austria Viena                    | 3–0     | Levski-Spartak |
| -------------------------------- | ------- | -------------- |
| Riedl 28' Hickersberger 37', 49' | Detalii |                |

Austria Viena s-a calificat cu scorul general de 4–3.

## Prima rundă
| Echipa 1          | Scor gen. | Echipa 2                 | Tur | Retur |
| ----------------- | --------- | ------------------------ | --- | ----- |
| Cagliari          | 3–1       | Saint-Étienne            | 3–0 | 0–1   |
| Atlético Madrid   | 4–1       | Austria Viena            | 2–0 | 2–1   |
| Rosenborg         | 0–7       | Standard Liège           | 0–2 | 0–5   |
| Göteborg          | 1–6       | Legia Varșovia           | 0–4 | 1–2   |
| 17 Nëntori Tirana | 2–4       | Ajax                     | 2–2 | 0–2   |
| Spartak Moscova   | 4–4 (a)   | Basel                    | 3–2 | 1–2   |
| Glentoran         | 1–4       | Waterford United         | 1–3 | 0–1   |
| Celtic            | 14–0      | KPV                      | 9–0 | 5–0   |
| Fenerbahçe        | 0–5       | Carl Zeiss Jena          | 0–4 | 0–1   |
| Sporting CP       | 9–0       | Floriana                 | 5–0 | 4–0   |
| Újpesti Dózsa     | 2–4       | Steaua Roșie Belgrad     | 2–0 | 0–4   |
| Feyenoord         | 1–1 (a)   | UTA Arad                 | 1–1 | 0–0   |
| EPA Larnaca       | 0–16      | Borussia Mönchengladbach | 0–6 | 0–10  |
| Everton           | 9–2       | Keflavík                 | 6–2 | 3–0   |
| Jeunesse Esch     | 1–7       | Panathinaikos            | 1–2 | 0–5   |
| Slovan Bratislava | 4–3       | Boldklubben 1903         | 2–1 | 2–2   |

### Prima manșă
| Cagliari              | 3–0     | Saint-Étienne |
| --------------------- | ------- | ------------- |
| Riva 7', 70' Nené 76' | Detalii |               |

| Atlético Madrid        | 2–0     | Austria Viena |
| ---------------------- | ------- | ------------- |
| Aragonés 9' Gárate 54' | Detalii |               |

| Rosenborg | 0–2     | Standard Liège            |
| --------- | ------- | ------------------------- |
|           | Detalii | Kostedde 42' Depireux 63' |

| Göteborg | 0–4     | Legia Varșovia                              |
| -------- | ------- | ------------------------------------------- |
|          | Detalii | Gadocha 45' Pieszko 52' Stachurski 82', 87' |

| 17 Nëntori Tirana      | 2–2     | Ajax              |
| ---------------------- | ------- | ----------------- |
| Kazanxhi 58' Zhega 87' | Detalii | Suurbier 19', 58' |

| Spartak Moscova              | 3–2     | Basel                     |
| ---------------------------- | ------- | ------------------------- |
| Osyanin 17', 66' Papayev 76' | Detalii | Odermatt 78' Benthaus 83' |

| Glentoran | 1–3     | Waterford United                   |
| --------- | ------- | ---------------------------------- |
| Hall 9'   | Detalii | O'Neill 20' McGeough 60' Casey 75' |

| Celtic                                                                                     | 9–0     | KPV |
| ------------------------------------------------------------------------------------------ | ------- | --- |
| Hood 1', 23', 36' (pen.) Hughes 15' McNeill 22' Johnstone 38' Wilson 54', 70' Davidson 60' | Detalii |     |

| Fenerbahçe | 0–4     | Carl Zeiss Jena                    |
| ---------- | ------- | ---------------------------------- |
|            | Detalii | Krauß 44' Ducke 70', 85' Vogel 86' |

| Sporting CP                        | 5–0     | Floriana |
| ---------------------------------- | ------- | -------- |
| Peres 1' Lourenço 6', 8', 43', 61' | Detalii |          |

| Újpesti Dózsa         | 2–0     | Steaua Roșie Belgrad |
| --------------------- | ------- | -------------------- |
| Nagy 52' A. Dunai 81' | Detalii |                      |

| Feyenoord  | 1–1     | UTA Arad       |
| ---------- | ------- | -------------- |
| Jansen 25' | Detalii | Dumitrescu 14' |

| EPA Larnaca | 0–6     | Borussia Mönchengladbach                               |
| ----------- | ------- | ------------------------------------------------------ |
|             | Detalii | Laumen 6', 35' Köppel 28', 48' Netzer 57' Heynckes 84' |

| Everton                                       | 6–2     | Keflavík                       |
| --------------------------------------------- | ------- | ------------------------------ |
| Ball 39', 58', 67' Kendall 41' Royle 51', 70' | Detalii | West 11' (o.g.) Ragnarsson 78' |

| Jeunesse Esch | 1–2     | Panathinaikos                  |
| ------------- | ------- | ------------------------------ |
| Di Genova 11' | Detalii | Antoniadis 5' Eleftherakis 36' |

| Slovan Bratislava                    | 2–1     | Boldklubben 1903 |
| ------------------------------------ | ------- | ---------------- |
| Jozef Čapkovič 36' Zlocha 90' (pen.) | Detalii | Johansen 35'     |

### A doua manșă
| Saint-Étienne | 1–0     | Cagliari |
| ------------- | ------- | -------- |
| Larqué 32'    | Detalii |          |

Cagliari s-a calificat cu scorul general de 3–1.
| Austria Viena      | 1–2     | Atlético Madrid         |
| ------------------ | ------- | ----------------------- |
| Krieger 20' (pen.) | Detalii | Aragonés 42' Gárate 84' |

Atlético Madrid s-a calificat cu scorul general de 4–1.
| Standard Liège                                      | 5–0     | Rosenborg |
| --------------------------------------------------- | ------- | --------- |
| Pilot 2', 75' Cvetler 4' Depireux 26' Semmeling 62' | Detalii |           |

Standard Liège s-a calificat cu scorul general de 7–0.
| Legia Varșovia        | 2–1     | Göteborg     |
| --------------------- | ------- | ------------ |
| Deyna 37' Gadocha 38' | Detalii | Almqvist 28' |

Legia Varșovia s-a calificat cu scorul general de 6–1.
| Ajax                | 2–0     | 17 Nëntori Tirana |
| ------------------- | ------- | ----------------- |
| Keizer 8' Swart 70' | Detalii |                   |

Ajax s-a calificat cu scorul general de 4–2.
| Basel                       | 2–1     | Spartak Moscova |
| --------------------------- | ------- | --------------- |
| Siegenthaler 48' Balmer 55' | Detalii | Khusainov 84'   |

Spartak Moscova 4–4 Basel. Basel s-a calificat cu scorul general de on away goals.
| Waterford United | 1–0     | Glentoran |
| ---------------- | ------- | --------- |
| Casey 57'        | Detalii |           |

Waterford United s-a calificat cu scorul general de 4–1.
| KPV | 0–5     | Celtic                                                 |
| --- | ------- | ------------------------------------------------------ |
|     | Detalii | Wallace 26', 46' Callaghan 35' Davidson 51' Lennox 72' |

Celtic s-a calificat cu scorul general de 14–0.
| Carl Zeiss Jena | 1–0     | Fenerbahçe |
| --------------- | ------- | ---------- |
| Vogel 43'       | Detalii |            |

Carl Zeiss Jena s-a calificat cu scorul general de 5–0.
| Floriana | 0–4     | Sporting CP                           |
| -------- | ------- | ------------------------------------- |
|          | Detalii | Fernandes 30', 65' Dinis 57' Tomé 73' |

Sporting CP s-a calificat cu scorul general de 9–0.
| Steaua Roșie Belgrad                     | 4–0     | Újpesti Dózsa |
| ---------------------------------------- | ------- | ------------- |
| Filipović 7', 58' Džajić 24' Ostojić 44' | Detalii |               |

Steaua Roșie Belgrad s-a calificat cu scorul general de 4–2.
| UTA Arad | 0–0     | Feyenoord |
| -------- | ------- | --------- |
|          | Detalii |           |

Feyenoord - UTA Arad scor general 1-1. UTA Arad s-a calificat datorită regulii golului marcat în deplasare.
| Borussia Mönchengladbach                                                                                     | 10–0    | EPA Larnaca |
| --- | ------- | ----------- |
| Netzer 19' Wimmer 30' Köppel 35', 60' Dietrich 40' Sieloff 44' (pen.) Laumen 50', 56' Heynckes 73' Vogts 82' | Detalii |             |

Borussia Mönchengladbach s-a calificat cu scorul general de 16–0.
| Keflavík | 0–3     | Everton                    |
| -------- | ------- | -------------------------- |
|          | Detalii | Whittle 32' Royle 38', 46' |

Everton s-a calificat cu scorul general de 9–2.
| Panathinaikos                                  | 5–0     | Jeunesse Esch |
| ---------------------------------------------- | ------- | ------------- |
| Eleftherakis 16' Antoniadis 26', 29', 37', 51' | Detalii |               |

Panathinaikos s-a calificat cu scorul general de 7–1.
| Boldklubben 1903                 | 2–2     | Slovan Bratislava      |
| -------------------------------- | ------- | ---------------------- |
| Thygesen 78' (pen.) Johansen 90' | Detalii | Jozef Čapkovič 9', 57' |

Slovan Bratislava s-a calificat cu scorul general de 4–3.

## A doua rundă
| Echipa 1                 | Scor gen.  | Echipa 2          | Tur | Retur |
| ------------------------ | ---------- | ----------------- | --- | ----- |
| Cagliari                 | 2–4        | Atlético Madrid   | 2–1 | 0–3   |
| Standard Liège           | 1–2        | Legia Varșovia    | 1–0 | 0–2   |
| Ajax                     | 5–1        | Basel             | 3–0 | 2–1   |
| Waterford United         | 2–10       | Celtic            | 0–7 | 2–3   |
| Carl Zeiss Jena          | 4–2        | Sporting CP       | 2–1 | 2–1   |
| Steaua Roșie Belgrad     | 6–1        | UTA Arad          | 3–0 | 3–1   |
| Borussia Mönchengladbach | 2–2 (3–4p) | Everton           | 1–1 | 1–1   |
| Panathinaikos            | 4–2        | Slovan Bratislava | 3–0 | 1–2   |

### Prima manșă
| Cagliari           | 2–1     | Atlético Madrid |
| ------------------ | ------- | --------------- |
| Riva 42' Gori 45+' | Detalii | Aragonés 77'    |

| Standard Liège | 1–0     | Legia Varșovia |
| -------------- | ------- | -------------- |
| Pilot 76'      | Detalii |                |

| Ajax                                 | 3–0     | Basel |
| ------------------------------------ | ------- | ----- |
| Keizer 17' van Dijk 23' Hulshoff 63' | Detalii |       |

| Waterford United | 0–7     | Celtic                                                |
| ---------------- | ------- | ----------------------------------------------------- |
|                  | Detalii | Wallace 1', 54', 56' Macari 19', 87' Murdoch 27', 38' |

| Carl Zeiss Jena          | 2–1     | Sporting CP |
| ------------------------ | ------- | ----------- |
| Vogel 51' Kurbjuweit 87' | Detalii | Marinho 67' |

| Steaua Roșie Belgrad                   | 3–0     | UTA Arad |
| -------------------------------------- | ------- | -------- |
| Filipović 18' Aćimović 50' Ostojić 53' | Detalii |          |

| Borussia Mönchengladbach | 1–1     | Everton     |
| ------------------------ | ------- | ----------- |
| Vogts 35'                | Detalii | Kendall 47' |

| Panathinaikos                             | 3–0     | Slovan Bratislava |
| ----------------------------------------- | ------- | ----------------- |
| Domazos 31' Antoniadis 55' Delijannis 88' | Detalii |                   |

### A doua manșă
| Atlético Madrid               | 3–0     | Cagliari |
| ----------------------------- | ------- | -------- |
| Aragonés 33', 72' (pen.), 89' | Detalii |          |

Atlético Madrid s-a calificat cu scorul general de 4–2.
| Legia Varșovia           | 2–0     | Standard Liège |
| ------------------------ | ------- | -------------- |
| Pieszko 7' Żmijewski 20' | Detalii |                |

Legia Varșovia s-a calificat cu scorul general de 2–1.
| Basel               | 1–2     | Ajax                      |
| ------------------- | ------- | ------------------------- |
| Odermatt 36' (pen.) | Detalii | Rijnders 69' Neeskens 72' |

Ajax s-a calificat cu scorul general de 5–1.
| Celtic                        | 3–2     | Waterford United                |
| ----------------------------- | ------- | ------------------------------- |
| Hughes 47' Johnstone 56', 65' | Detalii | McNeill 17' (o.g.) Matthews 32' |

Celtic s-a calificat cu scorul general de 10–2.
| Sporting CP   | 1–2     | Carl Zeiss Jena          |
| ------------- | ------- | ------------------------ |
| Gonçalves 79' | Detalii | Ducke 30' Kurbjuweit 36' |

Carl Zeiss Jena s-a calificat cu scorul general de 4–2.
| UTA Arad       | 1–3     | Steaua Roșie Belgrad            |
| -------------- | ------- | ------------------------------- |
| Brosovszky 56' | Detalii | Filipović 51', 67' Janković 78' |

Steaua Roșie Belgrad s-a calificat cu scorul general de 6–1.
| Everton                                    | 1 – 1 (aet) (d.p.) | Borussia Mönchengladbach                      |
| ------------------------------------------ | ------------------ | --------------------------------------------- |
| Morrissey 1'                               | Detalii            | Laumen 35'                                    |
| Royle · Ball · Morrissey · Kendall · Brown | 4–3                | Sieloff · Laumen · Heynckes · Köppel · Müller |

Borussia Mönchengladbach 2–2 Everton (scor general). Everton a câștigat la penaltiuri.
| Slovan Bratislava             | 2–1     | Panathinaikos  |
| ----------------------------- | ------- | -------------- |
| Medviď 31' Jozef Čapkovič 59' | Detalii | Antoniadis 55' |

Panathinaikos s-a calificat cu scorul general de 4–2.

## Sfeturi
| Echipa 1        | Scor gen. | Echipa 2             | Tur | Retur |
| --------------- | --------- | -------------------- | --- | ----- |
| Atlético Madrid | 2–2 (a)   | Legia Varșovia       | 1–0 | 1–2   |
| Ajax            | 3–1       | Celtic               | 3–0 | 0–1   |
| Carl Zeiss Jena | 3–6       | Steaua Roșie Belgrad | 3–2 | 0–4   |
| Everton         | 1–1 (a)   | Panathinaikos        | 1–1 | 0–0   |

### Prima manșă
| Atlético Madrid | 1–0     | Legia Varșovia |
| --------------- | ------- | -------------- |
| Adelardo 22'    | Detalii |                |

| Ajax                               | 3–0     | Celtic |
| ---------------------------------- | ------- | ------ |
| Cruyff 63' Hulshoff 70' Keizer 89' | Detalii |        |

| Carl Zeiss Jena             | 3–2     | Steaua Roșie Belgrad    |
| --------------------------- | ------- | ----------------------- |
| Strempel 16' Ducke 21', 86' | Detalii | Janković 42' Džajić 58' |

| Everton     | 1–1     | Panathinaikos  |
| ----------- | ------- | -------------- |
| Johnson 90' | Detalii | Antoniadis 81' |

### A doua manșă
| Legia Varșovia             | 2–1     | Atlético Madrid |
| -------------------------- | ------- | --------------- |
| Pieszko 25' Stachurski 54' | Detalii | Salcedo 11'     |

Atlético Madrid 2–2 Legia Varșovia (scor general). Atlético Madrid s-a calificat datorită regulii golului marcat în deplasare.
| Celtic        | 1–0     | Ajax |
| ------------- | ------- | ---- |
| Johnstone 27' | Detalii |      |

Ajax s-a calificat cu scorul general de 3–1.
| Steaua Roșie Belgrad                                  | 4–0     | Carl Zeiss Jena |
| ----------------------------------------------------- | ------- | --------------- |
| Đorić 15' (pen.) Filipović 30' Ostojić 60' Karasi 70' | Detalii |                 |

Steaua Roșie Belgrad s-a calificat cu scorul general de 6–3.
| Panathinaikos | 0–0     | Everton |
| ------------- | ------- | ------- |
|               | Detalii |         |

Everton 1–1 Panathinaikos (scor general). Panathinaikos s-a calificat s-a calificat datorită regulii golului marcat în deplasare.

## Semifinale
| Echipa 1             | Scor gen. | Echipa 2      | Tur | Retur |
| -------------------- | --------- | ------------- | --- | ----- |
| Atlético Madrid      | 1–3       | Ajax          | 1–0 | 0–3   |
| Steaua Roșie Belgrad | 4–4 (a)   | Panathinaikos | 4–1 | 0–3   |

### Prima manșă
| Atlético Madrid | 1–0     | Ajax |
| --------------- | ------- | ---- |
| Irureta 44'     | Detalii |      |

| Steaua Roșie Belgrad               | 4–1     | Panathinaikos |
| ---------------------------------- | ------- | ------------- |
| Ostojić 14', 46', 69' Janković 40' | Detalii | Kamaras 56'   |

### A doua manșă
| Ajax                                | 3–0     | Atlético Madrid |
| ----------------------------------- | ------- | --------------- |
| Keizer 8' Suurbier 80' Neeskens 85' | Detalii |                 |

Ajax s-a calificat cu scorul general de 3–1.
| Panathinaikos                  | 3–0     | Steaua Roșie Belgrad |
| ------------------------------ | ------- | -------------------- |
| Antoniadis 2', 55' Kamaras 64' | Detalii |                      |

Steaua Roșie Belgrad 4–4 Panathinaikos. Panathinaikos s-a calificat datorită regulii golului marcat în deplasare.

## Finala
| Ajax                 | 2–0                 | Panathinaikos |
| -------------------- | ------------------- | ------------- |
| Van Dijk 5' Haan 87' | Detalii MatchCentre |               |

## Golgheteri

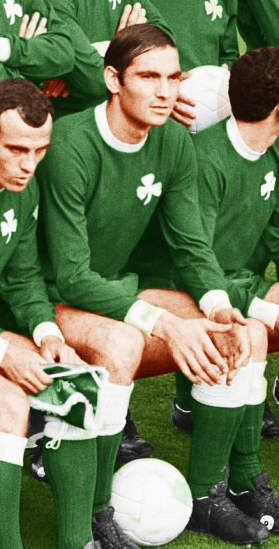
Antonis Antoniadis.

Golgheterii sezonului 1970–71 (excluzând runda preliminară) sunt:
| Loc | Nume                 | Echipă                   | Goluri |
| --- | -------------------- | ------------------------ | ------ |
| 1   | Antonis Antoniadis   | Panathinaikos            | 10     |
| 2   | Luis Aragonés        | Atlético Madrid          | 6      |
| 2   | Zoran Filipović      | Steaua Roșie Belgrad     | 6      |
| 2   | Stevan Ostojić       | Steaua Roșie Belgrad     | 6      |
| 5   | Peter Ducke          | Carl Zeiss Jena          | 5      |
| 5   | Herbert Laumen       | Borussia Mönchengladbach | 5      |
| 5   | William Wallace      | Celtic                   | 5      |
| 8   | Jozef Čapkovič       | Slovan Bratislava        | 4      |
| 8   | Jimmy Johnstone      | Celtic                   | 4      |
| 8   | Piet Keizer          | Ajax                     | 4      |
| 8   | Horst Köppel         | Borussia Mönchengladbach | 4      |
| 8   | João Lourenço        | Sporting CP              | 4      |
| 8   | Joe Royle            | Everton                  | 4      |
| 14  | Alan Ball            | Everton                  | 3      |
| 14  | Harry Hood           | Celtic                   | 3      |
| 14  | Slobodan Janković    | Steaua Roșie Belgrad     | 3      |
| 14  | Jan Pieszko          | Legia Varșovia           | 3      |
| 14  | Louis Pilot          | Standard Liège           | 3      |
| 14  | Luigi Riva           | Cagliari                 | 3      |
| 14  | Władysław Stachurski | Legia Varșovia           | 3      |
| 14  | Wim Suurbier         | Ajax                     | 3      |
| 14  | Eberhard Vogel       | Carl Zeiss Jena          | 3      |